# Psectrocladius yunoquartus
Psectrocladius yunoquartus är en tvåvingeart som beskrevs av Sasa 1984. Psectrocladius yunoquartus ingår i släktet Psectrocladius och familjen fjädermyggor. Inga underarter finns listade i Catalogue of Life.